# IK Oskarshamn
O IK Oskarshamn  ( PRONÚNCIA) é um clube sueco de hóquei no gelo, sediado na cidade de Oskarshamn, no sul do país.

Os seus jogos em casa são disputados no Be-Ge Hockey Center, com capacidade para 3 275 pessoas.

Atualmente (2023) disputa a Liga Sueca de Hóquei no Gelo, a primeira divisão do hóquei no gelo da Suécia.                                

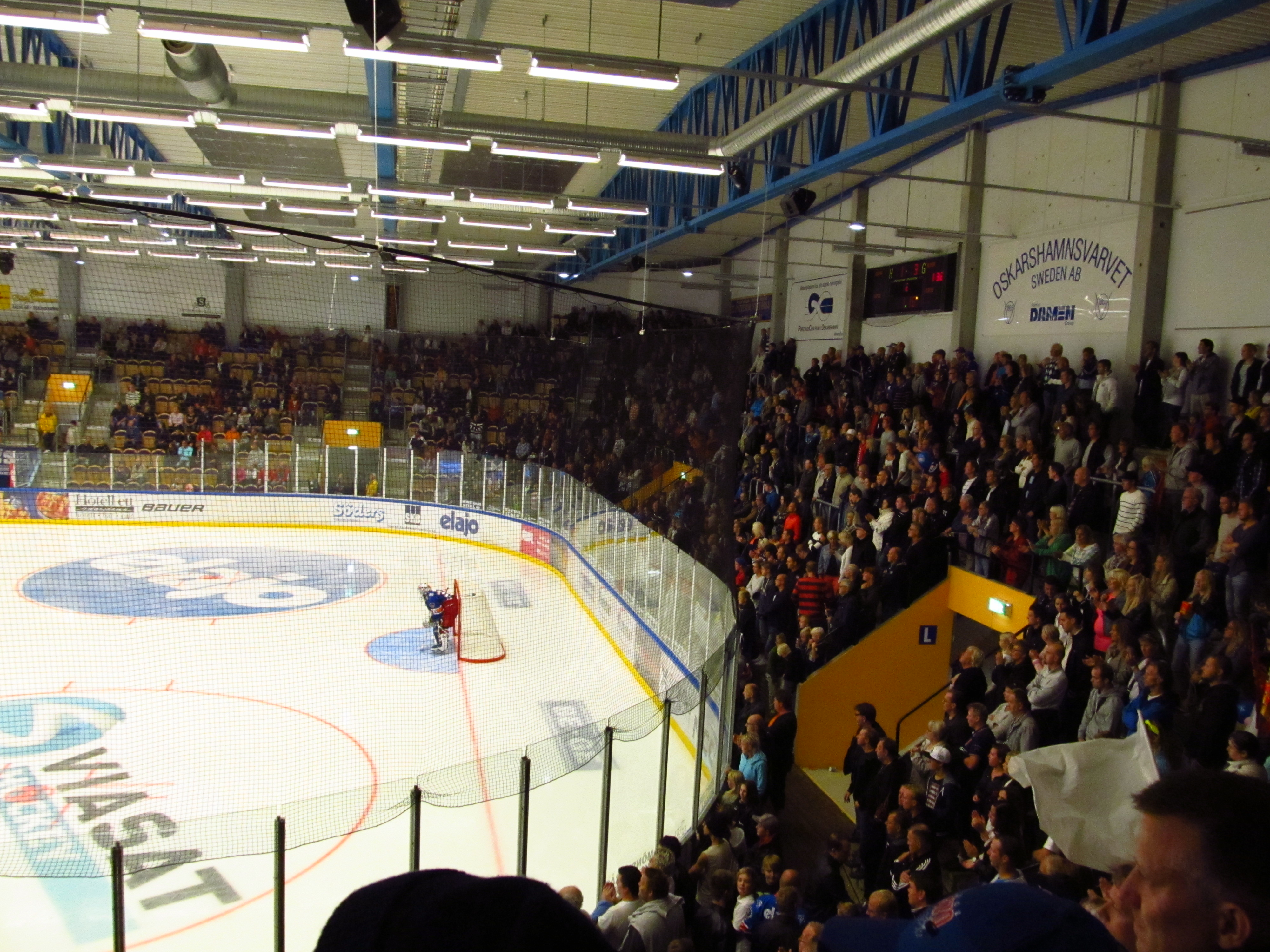
O pavilhão Arena Oskarshamn
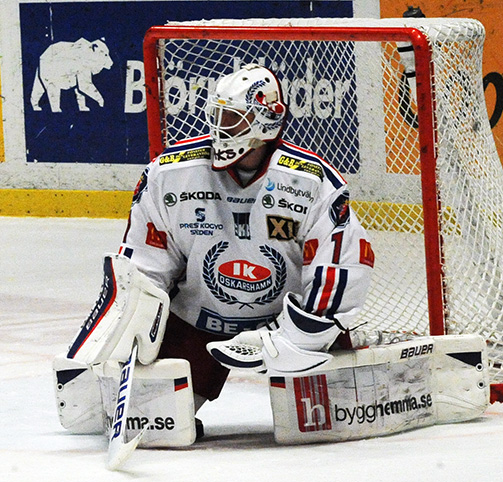
LEGENDA